# Tampon (organologie)

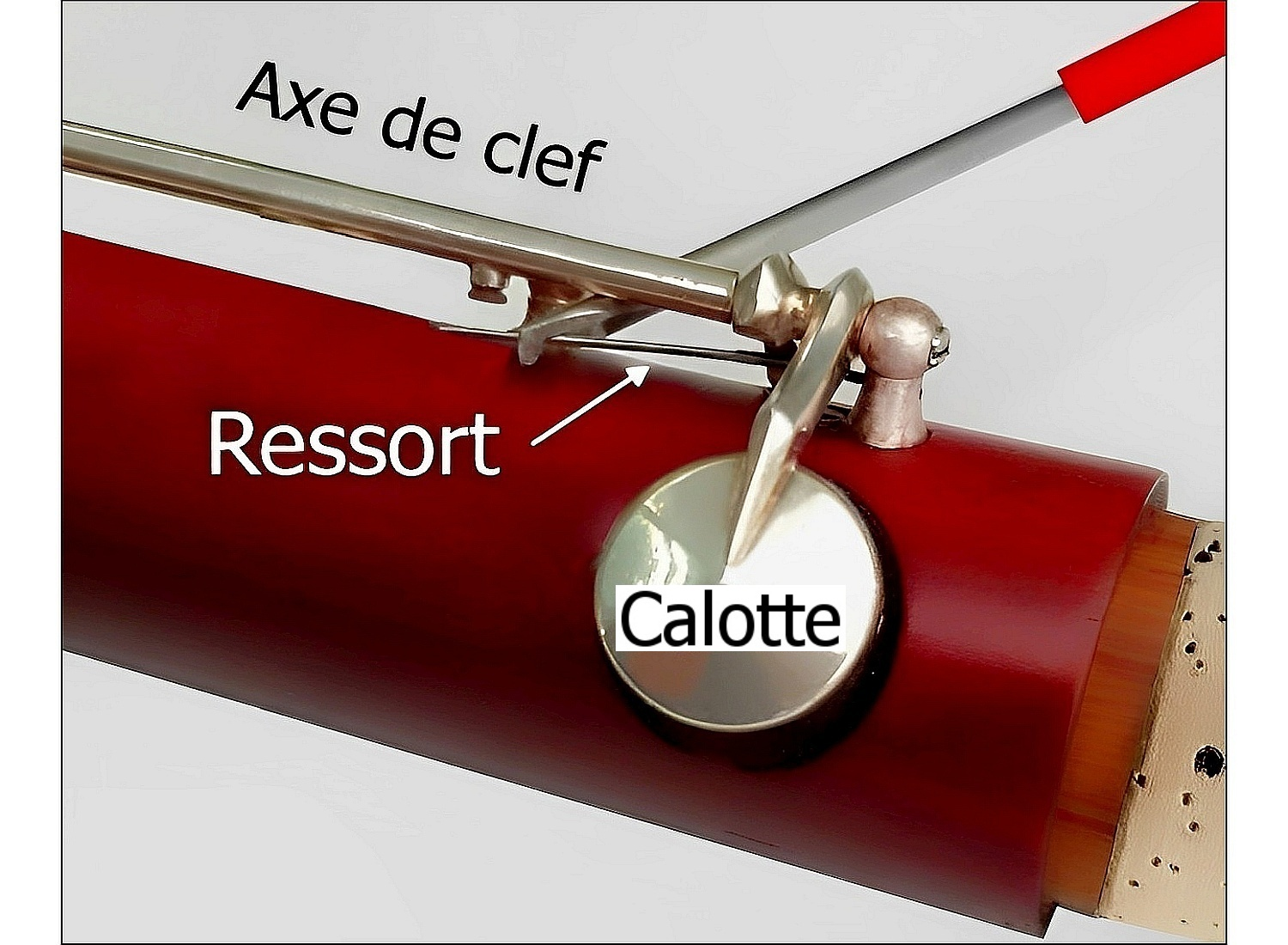
Clapet d'une clef. Le tampon en baudruche de couleur blanche est collé à l'intérieur du clapet.

Les tampons sont utilisés pour le bouchage des trous par les clefs des instruments de musique de la famille des bois. Ils garantissent l'étanchéité du trou bouché, inaccessible avec les doigts.

## Matériaux
Il existe plusieurs types de matériaux pour confectionner les tampons : en liège, en baudruche, en cuir, en Gore-Tex et en nouveau matériau (mousse...). 
Le tampon en liège est plus ancien, plus rigide, fragile et bruyant ; il est plus difficile à mettre en œuvre que le tampon en baudruche qui est constitué d'un feutre plus souple recouvert de baudruche; ainsi il trouve plus facilement une assise correcte assurant l'étanchéité optimale avec la lèvre du trou. On utilise néanmoins le liège pour certains trous soumis à l'écoulement de la condensation comme les clés d'eau sur les cuivres ou la clé de douzième d'une clarinette. 
Les tampons en double baudruche sont plus résistants et légèrement plus onéreux que ceux en simple baudruche.
Les tampons de grande dimension peuvent être complétés par des résonateurs métalliques qui se placent sur le tampon face au trou ; ils permettent de maintenir une dureté intérieure : les ondes s'y réfléchiront plus facilement et les notes plus graves garderont autant de sonorité. On les trouve plutôt sur les saxophones et également sur les grandes clarinettes (basse, contralto et contrebasse).

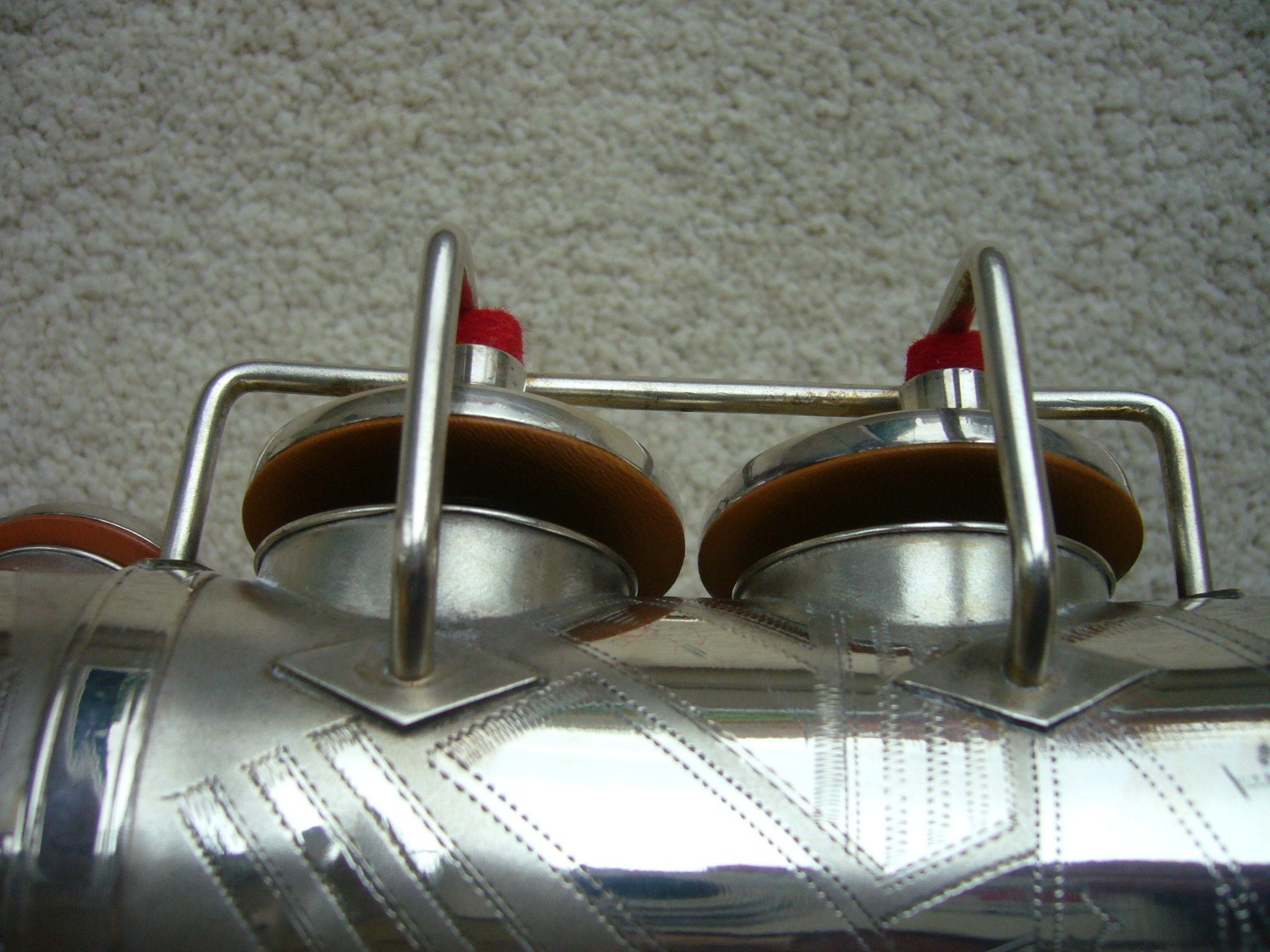
Tampons en cuir d'un saxophone.

Sur les saxophones dont le corps est en métal, on utilise traditionnellement des tampons en cuir.
La qualité des matériaux utilisés pour la fabrication des tampons est essentielle pour  conserver les réglages de l'instrument dans le temps (résistance au vieillissement et à l'écrasement, conservation de la souplesse du matériau...)

## Histoire

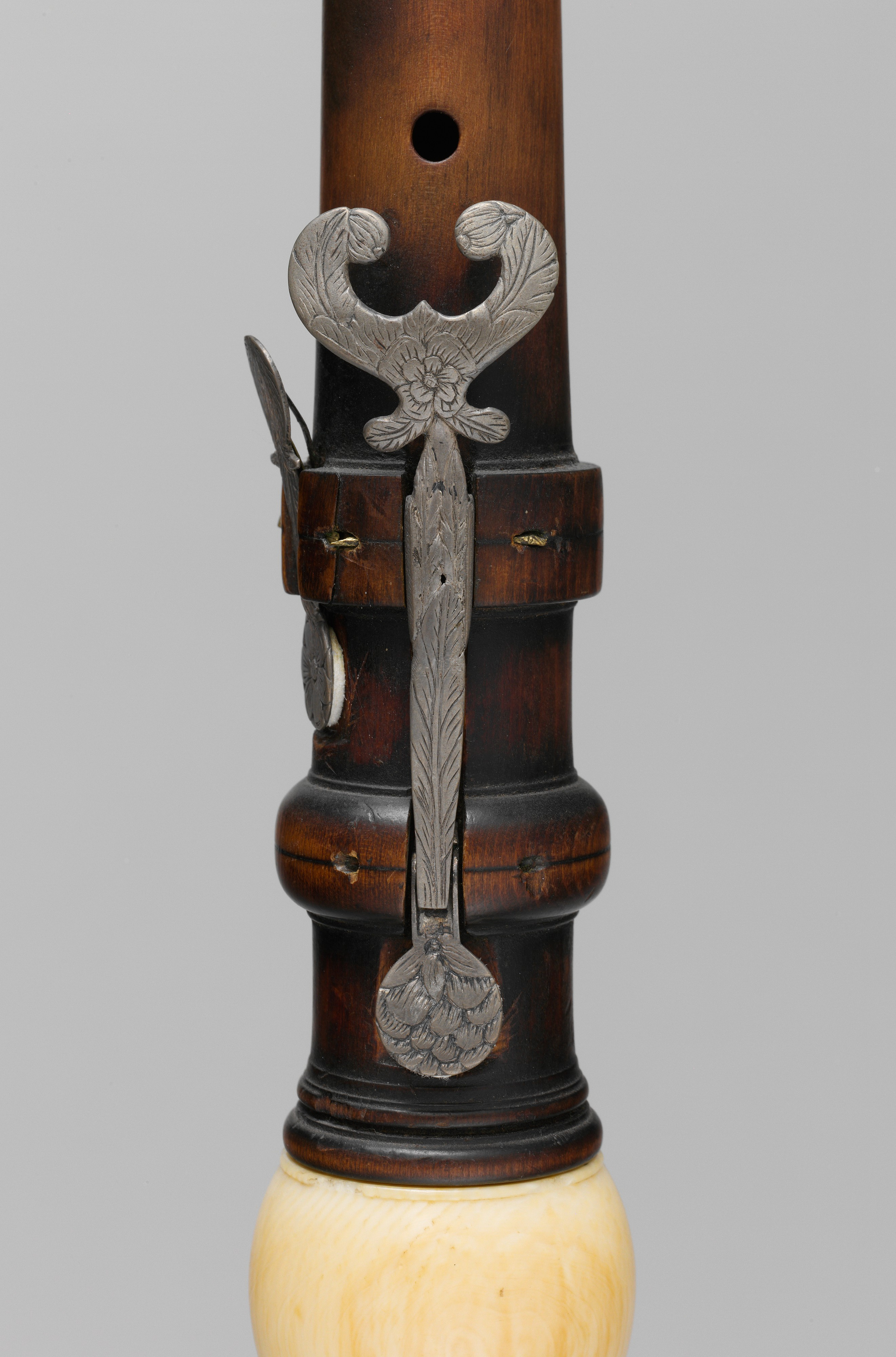
Clé de hautbois pourvue d'un tampon en feutre (1750).

Historiquement, les tampons étaient en feutre puis Iwan Müller emploie vers 1810 pour sa clarinette à treize clefs des tampons composés de laine recouverte le plus souvent de cuir pour améliorer le bouchage des trous; ils étaient également collés à la gomme laque. Dorénavant, la colle thermofusible est fréquemment utilisée en remplacement de la gomme laque.
La fabrication des tampons est devenue une spécialité qui a accompagné les évolutions de la fabrication des bois et est confiée à des entreprises spécialisées.

## Pose des tampons

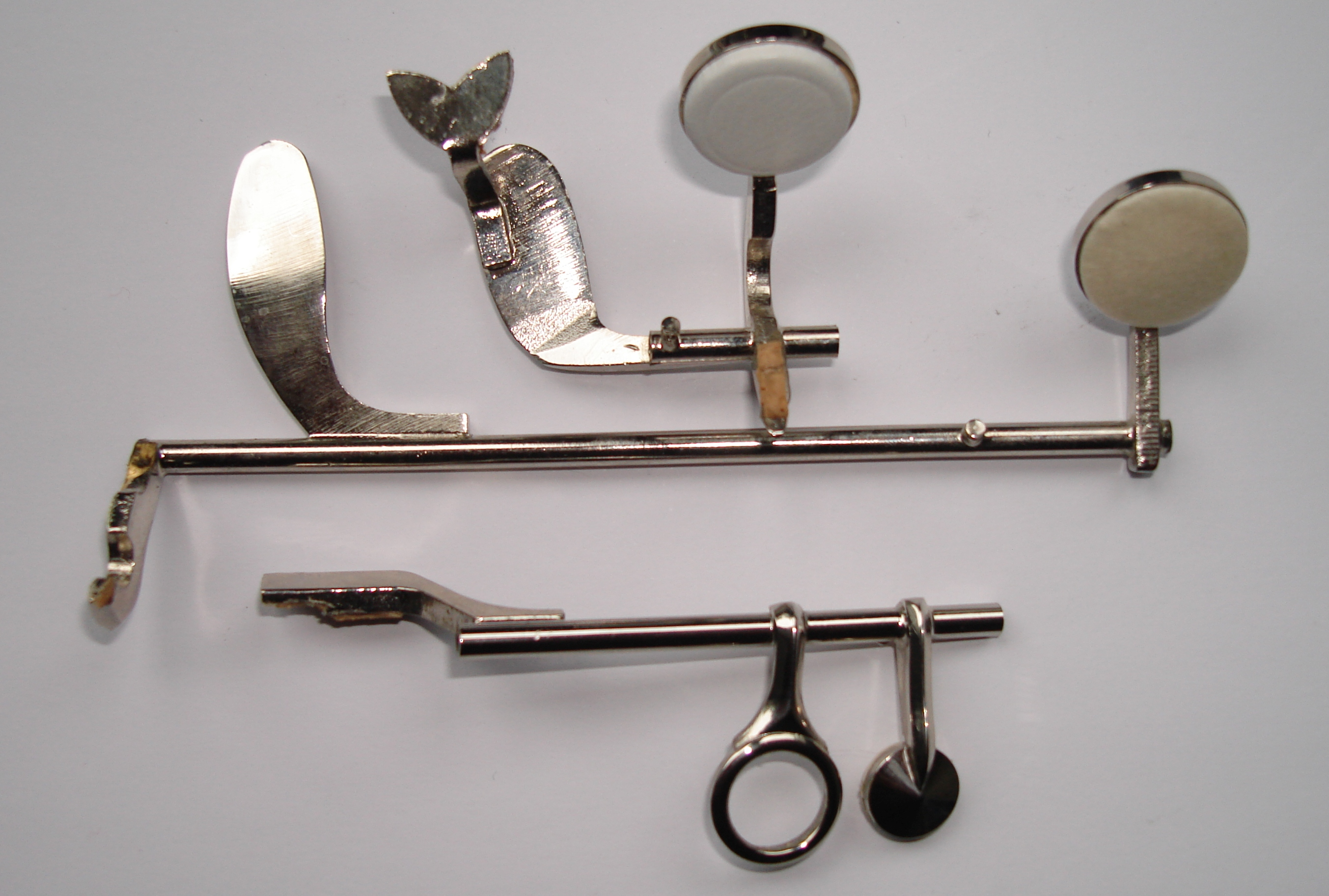
Éléments de clétage de clarinette démontés avec deux tampons en baudruche.

L'opération de pose du tampon est menée avec délicatesse par le luthier pour garantir l'étanchéité du tampon sur le totalité de la lèvre du trou d'harmonie et s'accompagne d'un travail sur la levée de la clé (ajustement de l'épaisseur du liège au niveau des butées mécaniques, ajustement mécanique...).
Le luthier utilise une source de chaleur (lampe à alcool...) pour  réchauffer la colle et une plaque à tamponner permettant de repositionner le tampon dans la coupole de la clé.

## Cas particuliers
Dans certains cas particuliers comme les flûtes traversières et certaines clarinettes comme les clarinettes contrebasses de chez Leblanc), les tampons sont équipés d'un résonateur métallique et fixés dans leur coupelle au moyen d'une vis traversant le tampon.

## Tendance pour le retamponnage
Lorsque les tampons d'un instrument vieillissent, il convient de les remplacer : on appelle cette opération le retamponnage. 
La tendance actuelle chez les luthiers est de remplacer les tampons en baudruche par des tampons en cuir, plus tolérants à l'erreur de pose lors d'une opération de retamponnage d'une clarinette. Le tampon en baudruche est cependant plus silencieux.
En cas de défaut de planéité de la lèvre d'un trou d'harmonie (en bois ou en métal) ou après un accident (chute, fente sur le corps...) , le luthier effectue une opération de rectification.